# Осада Тубака
Осада Тубака (англ. Siege of Tubac) — сражение во время Апачских войн, между ополченцами конфедеративной Аризоны и апачами чирикауа. Оно произошло в Тубаке на территории южной части штата Аризона. Достоверные даты этого сражения были утеряны со временем.

## Ход событий
Воины апачей численностью более 200 человек напали на Тубак в начале августа 1861 года и начали осаду с одной стороны крепости. Мексиканские бандиты заняли другую сторону, но не вмешивались в основные бои. Жители города сражались с апачами в течение трех дней, после чего послали в Тусон гонца с просьбой о подкреплении.
Отряд из двадцати пяти ополченцев с флагом Конфедерации под командованием капитана Грэнвилла Оули прибыл в Тубак и отбил финальное наступление. Апачи отступили, но продолжали осаду, лишив ополченцев возможности сбежать. В конце концов, продовольствия и боеприпасов стало не хватать, таким образом гарнизон и женщины с детьми решили бежать, чтобы избежать полной расправы со стороны подавляющей армии апачей.
Тубаканцы смогли успешно сбежать после очередной стычки в последнюю ночь, оставив Тубак на сожжение местной армии и разграбление мексиканскими бандитами. Ополченцы отправились обратно в Тусон, выполнив свою задачу по спасению осажденных тубаканцев.

## Последствия
Жители Тубака когда их город практически исчез, покинули Тусон примерно 15 августа 1861 года. Целью тубаканцев являлась река Рио-Гранде, проходящая по территории конфедеративной Аризоны (ныне — штата Нью-Мексико). Перед завершением своего пути к реке, тубаканцы снова подверглись атаке апачей, это сражение известно как «Битва в каньоне Кукс». Сражение в каньоне Кукс привело к «битве за горы Флориды».
Чарльз Постон был одним из тех кто покинул Тубак в результате осады. Постон был республиканцем и поддерживал идею создания территории Аризона независимо от территории Нью-Мексико, которую он обсуждал с тогдашним президентом США Авраамом Линкольном после отъезда из Тубака.
После гражданской войны, в Тубаке на короткое время размещалось командование войск Соединенных Штатов, жителей же, в городе не осталось. Город был заброшен в 1880-х годах. К 1908 году Тубак был отстроен заново, но население города не превышало число в 200 человек. В настоящее время, в городе проживает около 1000 человек.

## Cм. также
- Гражданская война в США
- Индейские войны
- Первая битва при Тусоне
- Вторая битва при Тусоне
- Третья битва при Тусоне
- Четвёртая битва при Тусоне